# Шевченко, Любовь Ивановна
Любо́вь Ива́новна Шевче́нко (род. 28 июня 1947, Кемерово) — российский юрист, специалист по гражданскому праву и проблемам правового регулирования ТЭК; доктор юридических наук (2001); профессор кафедры гражданского права Российской академии правосудия; профессор кафедры правового регулирования ТЭК МГИМО; ведущий научный сотрудник центра экономического правосудия ИГСУ РАНХиГС; заслуженный юрист РФ (2010).

## Биография
Любовь Шевченко родилась 28 июня 1947 года в городе Кемерово; в 1971 году она окончила юридический факультет Томского государственного университета. В 1984 году подготовила и защитила кандидатскую диссертацию, выполненную под руководством профессора Ивана Фёдорова, по теме «Планомерное формирование договорных обязательств поставки». Больше двух десятилетий преподавала на юридическом факультете Кемеровского государственного университета, где также заведовала кафедрой гражданского права.
В 2001 году Любовь Шевченко успешно защитила докторскую диссертацию по теме «Проблемы формирования договорных отношений поставки в условиях становления в Российской Федерации рыночной экономики» — стала доктором юридических наук. В том же году она стала профессором Российской академии правосудия (РАП), где заняла пост заместителя заведующего кафедрой гражданского права. Работала в РАП до 2006 году; стала профессором кафедры правового регулирования ТЭК, являвшейся частью МГИМО. Также заняла позицию ведущего научного сотрудника центра экономического правосудия ИГСУ РАНХиГС.

## Работы
Любовь Шевченко является автором и соавтором более 90 научных публикаций, включая шесть монографии; она специализируется, в основном, на советском и российском регулировании имущественных отношений. Разработала концепцию соотношения договорного и государственного регулирования имущественных отношений на этапе становления в России рыночной экономики. Также предприняла попытку доказать, что договорное регулирование является основой рыночного механизма — что подобное регулирование «представляет собой самостоятельный способ организации хозяйственных связей, существующий наряду с нормативно-правовой регламентацией»:
- «Заключение международных контрактов» (2001),
- «Регулирование отношений поставки» (2002),
- «О соотношении государственного и договорного регулирования отношений по снабжению энергоресурсами» (2009),
- «Проблемы определения существенных условий при заключении договоров в сфере топливно-энергетического комплекса» (2013),
- «Развитие законодательства, регулирующего отношения о транспортировке нефти в системе магистральных трубопроводов и его влияние на теоретические представления об их правовой сущности» (2013),
- «Развитие нормативно-правового и договорного регулирования отношений о транспортировке газа в системе магистральных газопроводов» (2014),
- «Договорные отношения в сфере энергетики» (2014),
- Шевченко Л. И. Проблемы определения существенных условий при заключении договоров в сфере топливно-энергетического комплекса // Право и экономика. — М.: Юстицинформ, 2013, № 6. — С. 29—35.